# یغگ
یغگ (به ارمنی: Եղեգ) یک سکونتگاه مسکونی در ارمنستان است که در استان سیونیک واقع شده‌است.  در  کیلومتری جنوب کاپان، مرکز استان سیونیک واقع شده است.

## خصوصیات
یغگ ۱۰٫۱۲ کیلومترمربع مساحت و ۱۲۱ نفر جمعیت دارد و در ارتفاع  متر بالاتر از سطح دریا قرار گرفته است.